# Aljaž Bedene
Aljaž Bedene (Ljubljana, Iugoslàvia, 18 de juliol de 1989) és un tennista professional eslovè de ciutadania britànica, guanyador de set títols Challenger en individuals i un de dobles.
Va representar a Eslovènia a l'inici de la seva carrera professional (2008) però al 31 de març de 2015 se li va concedir la ciutadania del Regne Unit. Malauradament, la ITF li va bloquejar l'accés a la Copa Davis per haver disputat prèviament tres edicions d'aquest trofeu amb l'equip eslovè. Va recórrer aquesta decisió però va ser denegada, i l'any 2018 va tornar a representar Eslovènia en el circuit ATP.

## Palmarès

### Individual: 4 (0−4)
| Llegenda (pre/post 2009)                                 |
| -------------------------------------------------------- |
| Grand Slams (0−0)                                        |
| Tennis Masters Cup / ATP Finals (0−0)                    |
| ATP Masters Series / ATP World Tour Masters 1000 (0−0)   |
| ATP International Series Gold / ATP World Tour 500 (0−0) |
| ATP International Series / ATP World Tour 250 (0−4)      |

| Títols per superfície |
| --------------------- |
| Dura (0−2)            |
| Gespa (0−0)           |
| Terra batuda (0−2)    |

| Resultat  | Núm. | Data                   | Torneig                 | Superfície   | Oponent en la final | Marcador            |
| --------- | ---- | ---------------------- | ----------------------- | ------------ | ------------------- | ------------------- |
| Finalista | 1.   | 11 de gener de 2015    | Chennai, Índia          | Dura         | Stan Wawrinka       | 3−6, 4−6            |
| Finalista | 2.   | 30 d'abril de 2017     | Budapest, Hongria       | Terra batuda | Lucas Pouille       | 3−6, 1−6            |
| Finalista | 3.   | 18 de febrer de 2018   | Buenos Aires, Argentina | Terra batuda | Dominic Thiem       | 2−6, 4−6            |
| Finalista | 4.   | 22 de setembre de 2019 | Metz, França            | Dura (i)     | Jo-Wilfried Tsonga  | 7−6(4), 6−7(4), 3−6 |

## Trajectòria

### Individual
| Open d'Austràlia | A   | A   | Q2  | 1R    | 1R  | 1R    | 1R    | 1R    | 1R    | 1R    | 2R    | 1R    | A  | 0 / 9     | 1 – 9     |
| Roland Garros | A   | A   | Q2  | 1R    | A   | 1R    | 3R    | 2R    | 1R    | 1R    | 3R    | 2R    | 3R | 0 / 9     | 8 – 9     |
| Wimbledon | Q2  | A   | Q1  | 1R    | 1R  | 2R    | 1R    | 3R    | 2R    | 1R    | NC    | 3R    | 1R | 0 / 9     | 6 – 9     |
| US Open | A   | A   | Q2  | 1R    | Q3  | 2R    | 1R    | 1R    | 1R    | 3R    | 1R    | A     | 1R | 0 / 8     | 3 – 8     |
| Total Victòries–Derrotes                                                                                                   | 1−0 | 1−2 | 4−4 | 11−18 | 5−9 | 17−17 | 12−19 | 19−18 | 21−19 | 20−17 | 10−12 | 15−15 |    | 139 – 155 | 139 – 155 |
| Rànquing a final d'any | 540 | 165 | 98  | 87    | 145 | 45    | 101   | 49    | 67    | 58    | 58    | 109   |    |           |           |
| Llegenda: G: Guanyador; F: Finalista; SF: Semifinalista; QF: Quarts de final; Q: Qualificació; A: Absent; RR: Round Robin; |     |     |     |       |     |       |       |       |       |       |       |       |    |           |           |

### Dobles masculins
| Open d'Austràlia | A   | A   | A   | 1R  | A   | A   | 1R  | 1R  | 1R  | A   | 0 / 4   | 0 – 4   |
| Roland Garros | 2R  | A   | 1R  | A   | A   | A   | 1R  | 2R  | 1R  | 1R  | 0 / 6   | 2 – 6   |
| Wimbledon | 1R  | A   | 1R  | A   | A   | A   | A   | NC  | A   | 1R  | 0 / 3   | 0 – 3   |
| US Open | A   | A   | 1R  | A   | A   | A   | A   | A   | A   | A   | 0 / 1   | 0 – 1   |
| Total Victòries–Derrotes                                                                                                   | 6−7 | 0−1 | 1−9 | 5−8 | 2−4 | 0−3 | 3−5 | 1−3 | 1−4 | 1−3 | 21 – 49 | 21 – 49 |
| Rànquing a final d'any | 361 | 150 | 754 | 532 | 248 | 550 | 536 | 452 | 376 | 529 |         |         |
| Llegenda: G: Guanyador; F: Finalista; SF: Semifinalista; QF: Quarts de final; Q: Qualificació; A: Absent; RR: Round Robin; |     |     |     |     |     |     |     |     |     |     |         |         |